# Geestelijke Raad
Een Geestelijke Raad is een gekozen raad die onderdeel uitmaakt van het bahai-bestuursstelsel van het bahai-geloof. Dit geloof kent geen geestelijkheid. Er zijn plaatselijke en nationale raden.

## Aard en doel
Bahá'u'lláh, 'Abdu'l-Bahá en Shoghi Effendi hebben aangegeven hoe gelovigen de Geestelijke Raden moeten kiezen, omschreven hun aard en doel en beschreven in veel detail hoe zij moeten functioneren. Aangezien deze instellingen zijn geaard in de geautoriseerde bahai-teksten, beschouwen gelovigen ze als goddelijk van aard.
Het Universele Huis van Gerechtigheid heeft beschreven dat onder de verantwoordelijkheden van de plaatselijke Geestelijke Raden vallen "kanalen van goddelijke leiding [te worden], planners van het onderrichtswerk, ontwikkelaars van menselijke hulpbronnen, bouwers van gemeenschappen en liefdevolle herders van de massa's". Op praktisch niveau besturen zij plaatselijke bahai-gemeenschappen door het beheren van een plaatselijk bahai-fonds, organiseren zij bahai-bijeenkomsten en heilige dagen, geven zij gelovigen raad over persoonlijke problemen, helpen zij bij huwelijken en begrafenissen, verstrekken zij educatieve programma's voor volwassenen en kinderen, verspreiden zij het bahai-geloof op plaatselijk niveau, stimuleren zij projecten voor sociale en economische ontwikkeling van de regio en schrijven zij nieuwe leden in.
Geestelijke Raden wijzen personen en commissies voor de uitvoering van veel van hun functies. Nationale Geestelijke Raden hebben een soortgelijk mandaat op nationaal niveau: zij coördineren de uitgave en distributie van bahai-literatuur, onderhouden betrekkingen met nationale organisaties en gouvernementele organisaties, overzien het werk van de plaatselijke Geestelijke Raden, voorzien in diverse educatieve diensten en programma's en bepalen het algemene beleid van de nationale gemeenschap, in overeenstemming met de richtlijnen van het Universele Huis van Gerechtigheid.